# Piernikowa Aleja Gwiazd w Toruniu

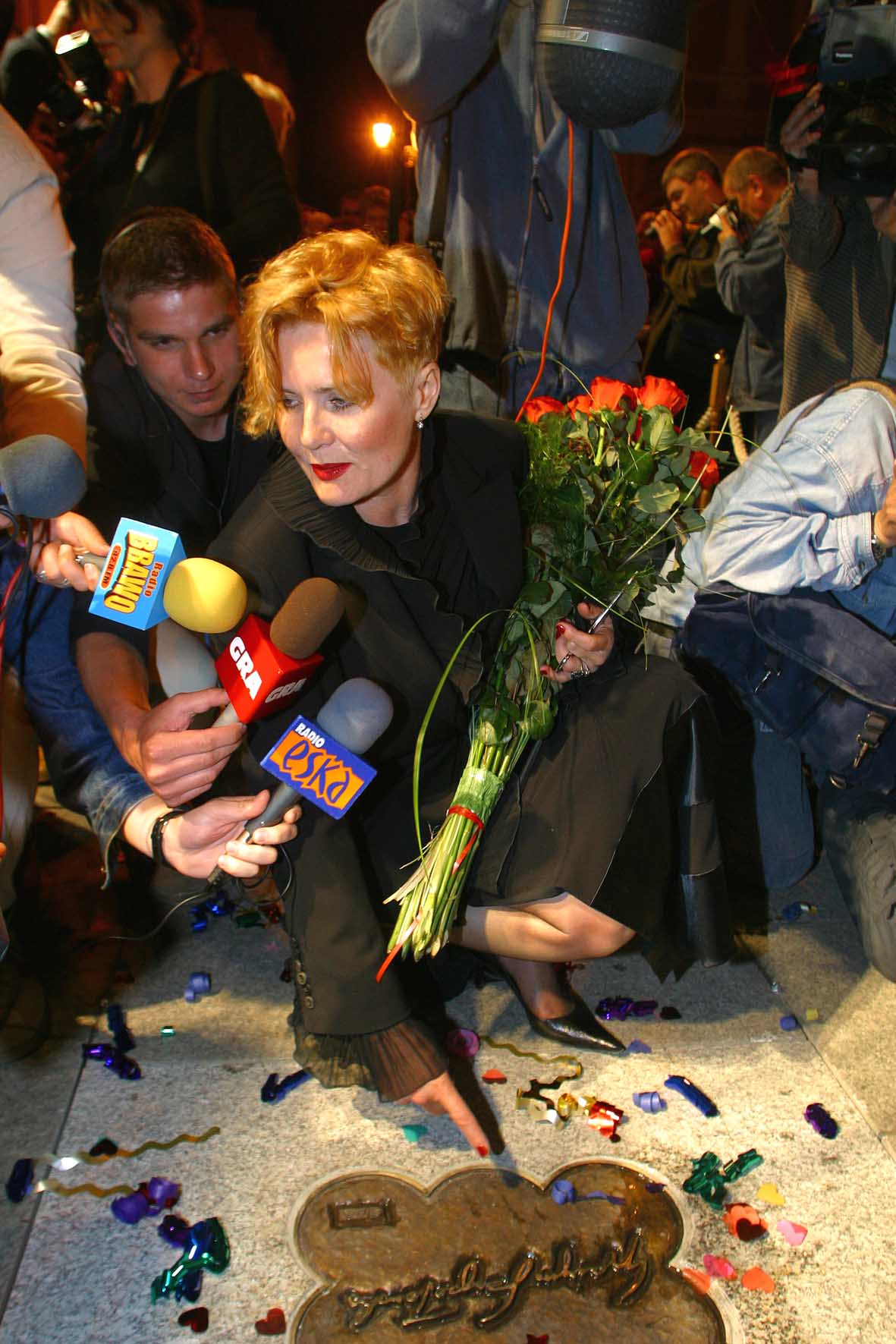
Grażyna Szapołowska otwiera Piernikową Aleję Gwiazd w 2003 roku

Piernikowa Aleja Gwiazd w Toruniu – aleja z wmurowanymi w trotuar brązowymi plakietami w kształcie pierników toruńskich, znajdująca się na Rynku Staromiejskim w Toruniu, przy wejściu do Dworu Artusa. Pomysł opracowano w Wydziale Promocji i Informacji Urzędu Miasta w Toruniu w 2003 roku. Aleja upamiętnia znane postacie związane z Toruniem. Głównym sponsorem Alei Gwiazd jest Fabryka Cukiernicza „Kopernik”. Plakiety wykonano według projektu Tadeusza Porębskiego.

## Uhonorowani torunianie
| Data odsłonięcia        | Uhonorowani | Źródło |
| ----------------------- | --- | ------ |
| 16.06.2003              | Grażyna Szapołowska i Aleksander Wolszczan                                                                     | [ 2 ]  |
| 26.06.2004              | Małgorzata Kożuchowska i Bogusław Linda                                                                        | [ 2 ]  |
| 24.06.2005              | Regina Smendzianka i Leszek Balcerowicz                                                                        | [ 3 ]  |
| 24.06.2006              | Janusz Leon Wiśniewski i zespół Republika                                                                      | [ 4 ]  |
| 23.06.2007              | Stefania Toczyska i Jan Kusiewicz                                                                              | [ 5 ]  |
| 24.06.2008              | Janina Ochojska i Jacek Yerka                                                                                  | [ 6 ]  |
| 24.06.2009              | Rafał Bryndal i Łukasz Pawłowski                                                                               | [ 7 ]  |
| 24.06.2010              | Katarzyna Dowbor i Adam Nowak z zespołem Raz, Dwa, Trzy                                                        | [ 7 ]  |
| 24.06.2011              | Elżbieta Dzikowska i Sławomir Wierzcholski                                                                     | [ 7 ]  |
| 24.06.2012              | Zbigniew Pszczulny i Mariusz Rutz oraz Piotr Moss                                                              | [ 7 ]  |
| 23.06.2013              | Joanna Koroniewska i Bogdan Hołownia                                                                           | [ 7 ]  |
| 22.06.2014              | Katarzyna Żak i zespół Kobranocka                                                                              | [ 7 ]  |
| 26.06.2015              | Michał Kwiatkowski i Piotr Głowacki                                                                            | [ 8 ]  |
| 24.06.2016              | Olga Bołądź i Marek Żydowicz                                                                                   | [ 7 ]  |
| 23.06.2017              | Marian Filar i Tomasz Organek                                                                                  | [ 9 ]  |
| 23.06.2018              | Filip Wolak i Jarosław Józefowicz                                                                              | [ 10 ] |
| 22.06.2019              | Jakub Gierszał i „Toruńskie Anioły”                                                                            | [ 11 ] |
| 26.06.2020              | Wojciech Sobieszak i Andrzej Kossakowski                                                                       | [ 12 ] |
| 26.06.2021              | Dziękujemy (niosącym pomoc i ratującym życie oraz zdrowie w czasie pandemii koronawirusa – mieszkańcy Torunia) | [ 13 ] |
| 25.06.2022              | Jolanta Ogar-Hill i Katarzyna Zillmann                                                                         | [ 14 ] |
| 24.06.2023              | Solidarni z Ukrainą (mieszkańcom Torunia zaangażowanym w pomoc Ukrainie)                                       | [ 15 ] |
| 22.06.2024 i 24.06.2024 | Krystian Pesta i Wilfredo León                                                                                 | [ 16 ] |